# Knebel (Werkzeug)

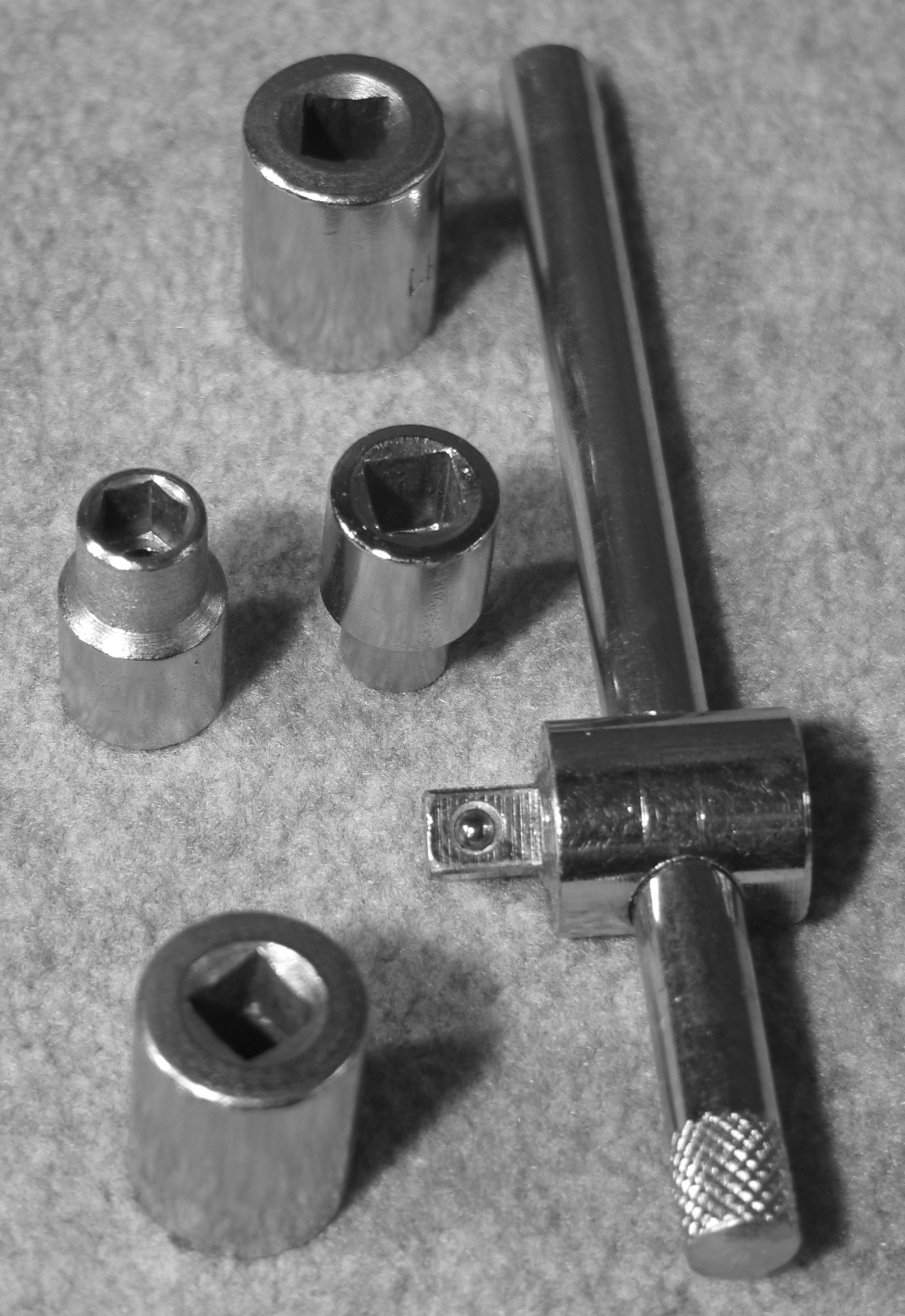
Knebel mit Steckschlüsseln (Nüssen).

Als Knebel wird allgemein ein stabförmiger Griff bezeichnet, der zum Drehen einer Vorrichtung dient. Der Drehpunkt befindet sich dabei an einer Stelle innerhalb des Knebel-Materialstücks.
Ein Knebel dient unterschiedlichen Zwecken, etwa um Seile oder Sägeblätter zu spannen oder um Schrauben oder Muttern zu drehen. Als solcher ist er oft Bestandteil eines Nusskastens (siehe Schraubenschlüssel, Steckschlüssel), er besteht meist aus einer Sechs- oder Vierkant-Aufnahme für auswechselbare Werkzeuge und einer in dieser verschiebbaren Stahlstange.
Durch die Verschiebbarkeit lässt sich einerseits die eingesetzte Hebelkraft regulieren, andererseits ist durch sie auch ein Einsatz an schwer zugänglichen Stellen möglich.
An elektrischen Schaltern wird häufig ein „Knebelgriff“ verwendet, typischerweise etwa an Autoheizungs-Wählschaltern oder an älteren Wohnungs-Lichtschaltern.